# Lista de presidentes da Turquia

Bandeira presidencial da Turquia.

Esta é uma lista dos presidentes da Turquia desde a criação do cargo em 1923, após a guerra de independência turca. Uma república presidencialista desde 2018, o presidente turco ocupa o mais alto cargo no poder executivo do país, exercendo a função tanto chefe de estado quanto chefe de governo, além de comandante em chefe das forças armadas do país.
A abolição formal do Sultanato Otomano foi concretizada em 1 de novembro de 1922 pela Grande Assembleia Nacional da Turquia. O Tratado de Lausanne, assinado em 24 de julho de 1923, assegurou o reconhecimento internacional de um novo estado republicano turco e de suas fronteiras. A República da Turquia foi oficialmente declarada em 23 de outubro de 1923, com Mustafa Kemal Atatürk sendo eleito o primeiro presidente. Atatürk promoveu uma série de reformas no país que visavam mudar as estruturas políticas, legais, religiosas, culturais, sociais e econômicas da Turquia Otomana, transformando-a em um estado secular regido por uma república parlamentarista — neste regime, o presidente turco exercercia um papel meramente cerimonial. A tumultuosa transição do país para uma democracia multipartidária foi interrompida por golpes de Estado militares em 1960 e 1980. Desde 1980, no entanto, a Turquia vivencia relativa estabilidade política e econômica. Em 2007, a eleição do presidente deixou de ser uma escolha de membros do parlamento e passou a ser resultado de sufrágio universal. Em um referendo de 2017, o sistema de governo do país foi alterado para o presidencialismo, concentrando maiores poderes no cargo de presidente.
Dos 11 ex-presidentes eleitos para o cargo, 5 não chegaram a concluir seus mandatos: Atatürk e Özal morreram no exercício da presidência, Bayar foi deposto, Gürsel foi afastado por motivos de saúde. O presidente que por mais tempo exerceu sua função foi Atatürk (15 anos e 12 dias), e seu partido, o Partido Republicano do Povo, foi o que por mais tempo presidiu a Turquia (26 anos e 210 dias). No total, o país teve 5 presidentes interinos e, por ocasião dos golpes de 1960 e 1980, foi governado duas vezes por comitês nacionais militares.

## Lista dos presidentes
Partidos:

- Partido Republicano do Povo
- Partido Democrata
- Partido da Justiça
- Partido da Pátria
- Partido do Caminho Verdadeiro
- Partido da Justiça e Desenvolvimento

| Nº                                  | Retrato                                                      | Retrato                                                      | Nome (Nascimento–Falecimento)                                | Eleição                             | Mandato                             | Mandato                              | Tempo no cargo                      | Partido político                     | Cargo político anterior                                 |
| Sistema parlamentarista (1923–2018) | Sistema parlamentarista (1923–2018)                          | Sistema parlamentarista (1923–2018)                          | Sistema parlamentarista (1923–2018)                          | Sistema parlamentarista (1923–2018) | Sistema parlamentarista (1923–2018) | Sistema parlamentarista (1923–2018)  | Sistema parlamentarista (1923–2018) | Sistema parlamentarista (1923–2018)  | Sistema parlamentarista (1923–2018)                     |
| ----------------------------------- | ------------------------------------------------------------ | ------------------------------------------------------------ | ------------------------------------------------------------ | ----------------------------------- | ----------------------------------- | ------------------------------------ | ----------------------------------- | ------------------------------------ | ------------------------------------------------------- |
| 1                                   |                                                              |                                                              | Mustafa Kemal Atatürk (1881–1938)                            | 1923 1927 1931 1935                 | 29 de outubro de 1923               | 10 de novembro de 1938               | 15 anos e 12 dias                   | Partido Republicano do Povo          | 1º Presidente da Grande Assembleia Nacional da Turquia  |
| —                                   |                                                              |                                                              | Abdülhalik Renda (1881–1957) Presidente interino             | —                                   | 10 de novembro de 1938              | 11 de novembro de 1938               | 1 dia                               | Partido Republicano do Povo          | 4º Presidente da Grande Assembleia Nacional da Turquia  |
| 2                                   |                                                              |                                                              | İsmet İnönü (1884–1973)                                      | 1938 1939 1943 1946                 | 11 de novembro de 1938              | 27 de maio de 1950                   | 11 anos e 197 dias                  | Partido Republicano do Povo          | 1º Primeiro-ministro da Turquia                         |
| 3                                   |                                                              |                                                              | Celâl Bayar (1883–1986)                                      | 1950 1954 1957                      | 27 de maio de 1950                  | 27 de maio de 1960                   | 10 anos                             | Partido Democrata                    | 3º Primeiro-ministro da Turquia                         |
| —                                   | Comitê de União Nacional Presidente: General Cemal Gürsel    | Comitê de União Nacional Presidente: General Cemal Gürsel    | Comitê de União Nacional Presidente: General Cemal Gürsel    | —                                   | 27 de maio de 1960                  | 10 de outubro de 1961                | 1 ano e 136 dias                    | militar                              | —                                                       |
| 4                                   |                                                              |                                                              | Cemal Gürsel (1895–1966)                                     | 1961                                | 10 de outubro de 1961               | 2 de fevereiro de 1966               | 4 anos e 115 dias                   | Independente                         | 10º Comandante do Exército Turco                        |
| —                                   |                                                              |                                                              | İbrahim Şevki Atasagun (1899–1984) Presidente interino       | —                                   | 2 de fevereiro de 1966              | 28 de março de 1966                  | 54 dias                             | Independente                         | 5º Ministro da Saúde da Turquia                         |
| 5                                   |                                                              |                                                              | Cevdet Sunay (1899–1982)                                     | 1966                                | 28 de março de 1966                 | 28 de março de 1973                  | 7 anos                              | Independente                         | 12º Chefe do Estado-Maior da Turquia                    |
| —                                   |                                                              |                                                              | Tekin Arıburun (1903–1993) Presidente interino               | —                                   | 28 de março de 1973                 | 6 de abril de 1973                   | 9 dias                              | Partido da Justiça                   | 4º Presidente do Senado da Turquia                      |
| 6                                   |                                                              |                                                              | Fahri Korutürk (1903–1987)                                   | 1973                                | 6 de abril de 1973                  | 6 de abril de 1980                   | 7 anos                              | Independente                         | 3º Comandante da Marinha Turca                          |
| —                                   |                                                              |                                                              | İhsan Sabri Çağlayangil (1908–1993) Presidente interino      | —                                   | 6 de abril de 1980                  | 12 de abril de 1980                  | 6 dias                              | Partido da Justiça                   | 6º Presidente do Senado da Turquia                      |
| —                                   | Comitê de Segurança Nacional Presidente: General Kenan Evren | Comitê de Segurança Nacional Presidente: General Kenan Evren | Comitê de Segurança Nacional Presidente: General Kenan Evren | —                                   | 12 de setembro de 1980              | 9 de novembro de 1982                | 2 anos e 58 dias                    | militar                              | —                                                       |
| 7                                   |                                                              |                                                              | Kenan Evren (1917–2015)                                      | 1982                                | 9 de novembro de 1982               | 9 de novembro de 1989                | 7 anos                              | Independente                         | 17º Chefe do Estado-Maior da Turquia                    |
| 8                                   |                                                              |                                                              | Turgut Özal (1927–1993)                                      | 1989                                | 9 de novembro de 1989               | 17 de abril de 1993                  | 3 anos e 159 dias                   | Partido da Pátria                    | 19º Primeiro-ministro da Turquia                        |
| —                                   |                                                              |                                                              | Hüsamettin Cindoruk (1933–) Presidente interino              | —                                   | 17 de abril de 1993                 | 16 de maio de 1993                   | 29 dias                             | Partido do Caminho Verdadeiro        | 17º Presidente da Grande Assembleia Nacional da Turquia |
| 9                                   |                                                              |                                                              | Süleyman Demirel (1924–2015)                                 | 1993                                | 16 de maio de 1993                  | 16 de maio de 2000                   | 7 anos                              | Partido do Caminho Verdadeiro        | 12º Primeiro-ministro da Turquia                        |
| 10                                  |                                                              |                                                              | Ahmet Necdet Sezer (1941–)                                   | 2000                                | 16 de maio de 2000                  | 28 de agosto de 2007                 | 7 anos e 104 dias                   | Independente                         | 14º Presidente do Tribunal Constitucional da Turquia    |
| 11                                  |                                                              |                                                              | Abdullah Gül (1950–)                                         | 2007                                | 28 de agosto de 2007                | 28 de agosto de 2014                 | 7 anos                              | Partido da Justiça e Desenvolvimento | 40º Ministro de Relações Exteriores                     |
| 12                                  |                                                              |                                                              | Recep Tayyip Erdoğan (1954–)                                 | 2014                                | 28 de agosto de 2014                | 9 de julho de 2018                   | 3 anos e 315 dias                   | Partido da Justiça e Desenvolvimento | 25º Primeiro-ministro da Turquia                        |
| 12                                  | Sistema presidencialista (2018–presente)                     |                                                              | Recep Tayyip Erdoğan (1954–)                                 |                                     |                                     |                                      |                                     |                                      |                                                         |
| 12                                  | 2018 2023                                                    | 9 de julho de 2018                                           | Recep Tayyip Erdoğan (1954–)                                 | em exercício                        | 7 anos e 31 dias                    | Partido da Justiça e Desenvolvimento | 25º Primeiro-ministro da Turquia    |                                      |                                                         |